# Герхард, Карл
Карл Герхард (швед. Karl Gerhard; 1891—1964) — популярный шведский актёр кабаре.
Герхард прославился в 1920-е годы своеобразными ревю, в которых вышучивал тенденции современной жизни и известных людей, в особенности политиков. Автор значительной части собственного репертуара, за время своей карьеры написал не менее 4000 песен и поставил свыше 60 музыкальных спектаклей. Несколько сродни Морису Шевалье во Франции и Ноэлу Кауарду в Британии, Герхард оставался кумиром для нескольких поколений шведской публики.
В военные и предвоенные годы Герхард был весьма «просоветски настроен» и близок к советскому послу Александре Коллонтай. Это позволяло ему служить связным между советской и финской дипломатией при ведении переговоров о завершении советско-финской войны. В 1941 году немецкое посольство потребовало изъятия из его ревю антифашистских пассажей.
Личная жизнь Герхарда, известного своими безупречными манерами и вкусом в одежде, была бурной. Он был трижды женат, а в послевоенные годы жил с мужчиной и приёмной дочерью.